# Revue numismatique
 (mars 2013).
Si vous disposez d'ouvrages ou d'articles de référence ou si vous connaissez des sites web de qualité traitant du thème abordé ici, merci de compléter l'article en donnant les références utiles à sa vérifiabilité et en les liant à la section « Notes et références ».
La Revue numismatique française – plus tard renommée Revue numismatique – a été fondée en 1835 par Louis de La Saussaye et Étienne Cartier.
Le champ couvert par la Revue numismatique comprend la numismatique et l'histoire monétaire et s'étend à l'archéologie, l'histoire économique, l'histoire de l'art ainsi qu'à l'épigraphie, la sigillographie ou la glyptique dans leurs rapports avec l'étude des monnaies, médailles et documents monétiformes.

## Historique
Le premier numéro est sorti en 1836.
En 1855, les deux directeurs, à la page 44, annoncent la cession de la propriété de la Revue numismatique à Jean de Witte et à Adrien de Longpérier.
Dès 1856, la Revue due à ses deux nouveaux directeur est imprimée. Elle portait pour se conformer au désir de Cartier la mention : "Nouvelle série" tome I, 1856.
En 1865, sous la direction de Jean de Witte et d'Adrien de Longpérier, la Revue numismatique fonde la Société française de numismatique.
La Revue numismatique a eu une grande influence sur la connaissance des monnaies gauloises.

### Liste des directeurs et secrétaires de la revue
| Périodes  | Directions                                            | Secrétaires                          |
| --------- | ----------------------------------------------------- | ------------------------------------ |
| 1836-1855 | É. Cartier / Louis de La Saussaye                     |                                      |
| 1856-1877 | J. de Witte / A. de Longpérier                        |                                      |
| 1883-1905 | A. de Barthélémy / G. Schlumberger / E. Babelon       | J.A. Blanchet 1893-1901              |
| 1906-1923 | J.A. Blanchet / G. Schlumberger / E. Babelon          | A. Dieudonné 1902-1923               |
| 1924-1929 | J.A. Blanchet / G. Schlumberger / A. Dieudonné        |                                      |
| 1930      | J.A. Blanchet / A. Dieudonné / M. Prou                |                                      |
| 1931-1938 | J.A. Blanchet / A. Dieudonné                          | P. Le Gentilhomme 1934-1944          |
| 1939-1945 | J.A. Blanchet / A. Dieudonné / J. Babelon             |                                      |
| 1945-1947 | J.A. Blanchet / J. Babelon / P. Le Gentilhomme        | J. Lafaurie 1945-1959/61             |
| 1947-1956 | J.A. Blanchet / J. Babelon / P. Prieur                |                                      |
| 1957      | J. Babelon                                            |                                      |
| 1958-1961 | J. Babelon / P. Prieur / J. Lafaurie                  | J. Lafaurie et G. Le Rider 1958-1961 |
| 1962-1972 | J. Babelon / J. Lafaurie / G. Le Rider /J. Tricou     | J.-B. Giard 1962-1972                |
| 1972-1973 | J. Lafaurie / G. Le Rider / J. Tricou                 | J.-B. Giard et M. Dhénin 1973        |
| 1974-1975 | / J. Lafaurie / G. Le Rider / J. Tricou / J.-B. Giard | M. Dhénin 1973-1982                  |
| 1976      | J. Tricou / J.-B. Giard / H. Nicolet                  |                                      |
| 1977-1986 | J.-B. Giard / H. Nicolet / F. Dumas                   | Bompaire et G. Morrisson 1983        |